# وادور
وادور (به انگلیسی: Wadore) یک شهرک در پاکستان است که در ناحیه دیره غازی خان واقع شده‌است.